# Сігеберт I (король Ессексу)
Сігеберт I (англ. Sigeberht), також відомий як Сігеберт Малий (англ. Sigeberht the Little) — король Ессекса, син Севарда. У 623 році брати Сексред, Сексбальд і Севард загинули в битві з Вессексом. І в цьому ж році королем, вже об'єднаної країни, став Сігеберт I. Він помер в 653 році. Трон успадковував Сігеберт II.